# Villavaquerín
Villavaquerín is een gemeente in de Spaanse provincie Valladolid in de regio Castilië en León met een oppervlakte van 45,11 km². Villavaquerín telt 170 inwoners (1 januari 2016).

## Demografische ontwikkeling
Bron: INE, 1857-2011: volkstellingen